# تفکیک قوا

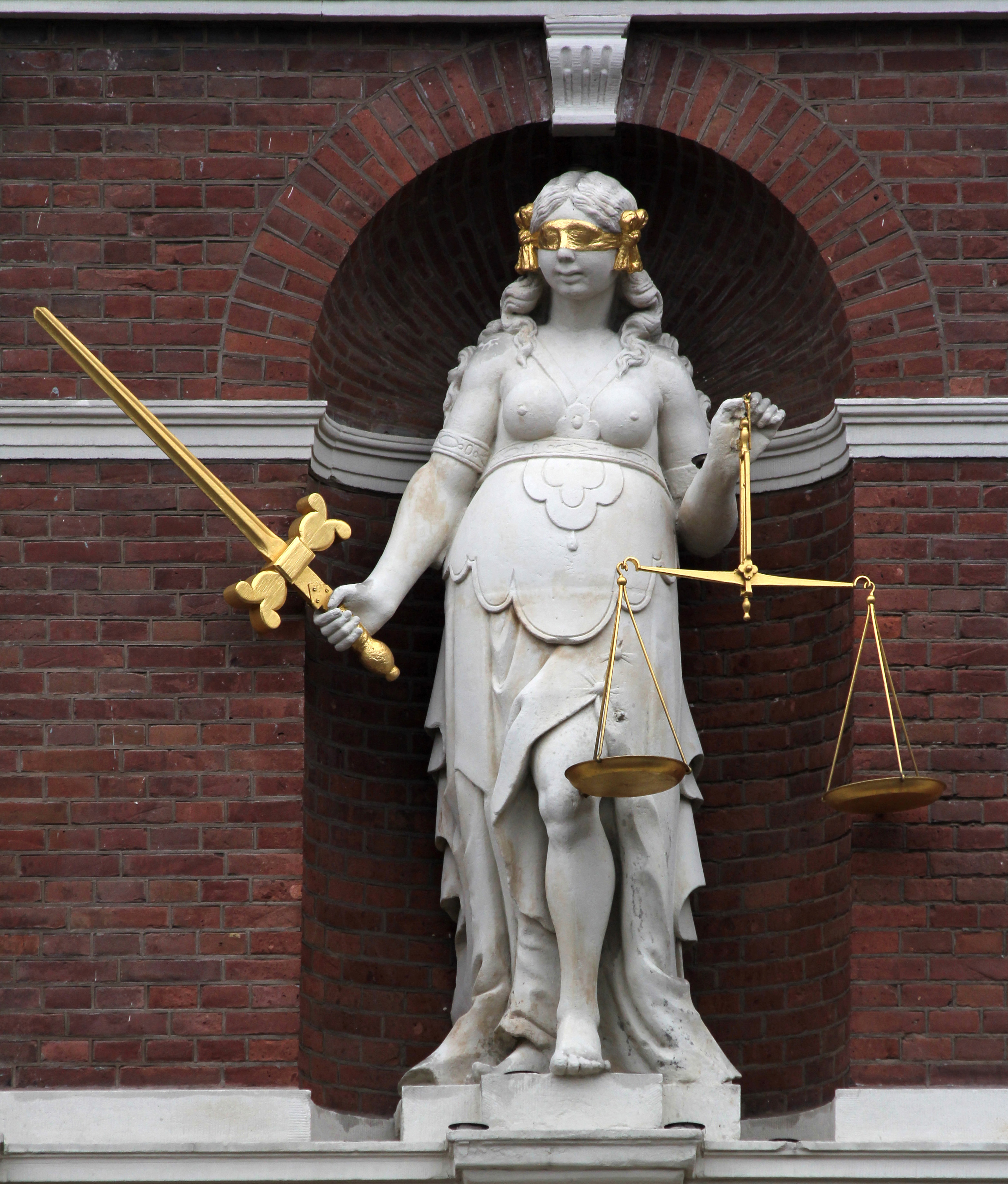
تصویری از مجسمه نمایانگر تفکیک قواست

تفکیک قوا یا استقلال قوا (به انگلیسی: Separation of powers) مدلی برای روش حکومتی یک حکومت است. نظریه تفکیک قوا در بردارنده اصولی است که توضیح دهنده چگونگی توزیع یا تقسیم قدرت است. توزیع قدرت اصولاً بر مبنای کارکردهای متنوع حکومت در سه بخش تقنینی (قوه مقننه)، اجرایی (قوه مجریه) و قضایی (قوه قضاییه) صورت می‌گیرد. بر این اساس حکومت به شاخه‌های مختلفی تقسیم می‌شود که هر یک دارای محدوده مجزا و مستقلی از اختیارات و مسئولیت‌ها می‌باشند به گونه ای که اختیارات هر بخش در تعارض اختیارات بخش‌های دیگر نباشد. هر شاخه قادر است در قدرت اعمالی توسط شاخه‌های دیگر محدودیت‌هایی اعمال نماید که این محدودیت‌ها را اصطلاحاً «نظارت و توازن یا تعادل قوا» (به انگلیسی: checks and balances) می‌گویند، تا بدین ترتیب از جمع شدن و انحصار قدرت در یک قوه جلوگیری شود. (برای ترجمه دقیق checks and balances می‌توان آن را به «مقابله و موازنه» یا «مقابلات و موازنات» برگرداند)
به‌طور خلاصه می‌توان تفکیک قوا در حکومت را «شیوه سازمان‌دهی سیاسی به منظور حفاظت از آزادی به وسیله جلوگیری از تمرکز بیش از حد قدرت» تعریف کرد.
معمولاً در حکومت به وسیلهٔ شاخه‌های مختلف قوه مجریه، قوه مقننه و قوه قضاییه تفکیک قوا شکل می‌گیرد؛ ولی ممکن است به علّت در هم پیچیده بودن قوا (به انگلیسی: Fusion of powers) در نظام پارلمانی (به انگلیسی: parliamentary system) قوای مجریه و مقننه (و گاهی بخش‌هایی از قوه قضائیه) در هم ممزوج باشند.

## تاریخچه
ریشه‌های اصلی طرح این مبحث را می‌توان در کتاب سیاست (ارسطو) و نوشته‌های جان لاک در سده ۱۷ میلادی و در کتاب روح قوانین، شارل دو مونتسکیو فیلسوف سیاسی قرن ۱۸ میلادی مشاهده نمود که آن را به عنوان یک وسیله و ابزار «اطمینان خاطر» جامعه مطرح می‌کند. مونتسکیو، بر اساس این فکر که هر صاحب قدرتی کششی به طرف سوءاستفاده از قدرت پیدا می‌کند، نتیجه‌گیری می‌نماید که برای جلوگیری از امکان سوءاستفاده، باید قدرت را تقسیم کرد. برای چگونگی این تقسیم، کافی است که وظایف و مسئولیت‌های یک حکومت را در نظر بیاوریم. این وظایف و مسئولیت‌ها سه نوع است: وضع قانون، اجرای قانون، و حلّ‌وفصل اختلافات به موجب این قانون. وی می‌گوید کافی است که هر یک از این وظایف به عهده سازمان مشخصی گذاشته شود تا حفظ حقوق شهروندان تضمین گردد.

## اهداف تفکیک قوا
در بیان اهداف و فلسفه تفکیک قوا نظریه‌های مختلفی ارایه شده‌است که مهم‌ترین آنها عبارتند از:
- پیشگیری از استبداد و خودکامگی حکومت جهت بازداشتن قدرت حاکمه از فساد و تضییع حقوق و آزادی‌های عمومی
- راهکار ایجاد تعادل و توازن میان صاحبان قدرت به منظور تأمین ثبات یک سیستم سیاسی، (تا این توازن قدرت منتهی به یک نظام عادلانه و انسانی شود).
- انجام امور مربوط به حاکمیت در بخش‌های تخصصی تقنینی، اجرایی و قضایی.[۸]

### نظام دو بخشی
نظام دو بخشی (به انگلیسی: Bipartite) با الهام از روش اداره کلونی‌ها تدوین گردید. این نظام در دو بخش بخش مقننه (که خود می‌تواند شامل نهادهای مختلفی مثل مجلس عوام و مجلس اعیان باشد) از یک طرف و بخش اجرایی که مسئول حفظ کشور است پیاده‌سازی می‌شود. نظام دو بخشی یک نوع تفکیک قوای نسبی می‌باشد.

### نظام پارلمانی
نظام پارلمانی (به انگلیسی: Parliamentary system) نوعی سیستم دو بخشی می‌باشد که در آن قوه مقننه و قوه مجریه ممزوج بوده و قوه قضاییه مستقل می‌باشد. به این ترتیب که قوه مجریه توسط قوه مقننه منصوب می‌گردد.

### نظام سه بخشی
نظریه سه بخشی (به انگلیسی: Tripartite) منسوب به شارل دو مونتسکیو فیلسوف سیاسی قرن ۱۸ میلادی می‌باشد. مونتسکیو تفکیک قوای سیاسی کشور را در قالب قوای مقننه، مجریه و یک قوه قضائیه تعریف کرده‌است. رویکرد مونتسکیو پرهیز از حکومتی است که بیش از اندازه در دستان یک پادشاه یا مانند آن متمرکز شده باشد. نظام سه بخشی تفکیک قوای مطلق تلقی می‌شود.

### بازداری و توازن
ببینید : بازداری و توازن
بازداری و توازن (به انگلیسی: Checks and Balances) بخش مهم قانون اساسی می‌باشد. با بازداری و توازن، هر یک از قوای حاکمه می‌تواند قدرت دیگری را محدود نماید. بدین ترتیب هیچ‌یک از شاخه نمی‌تواند بیش از اندازه قوی شود. هر شاخه حکومت قدرت شاخه‌های دیگر را ارزیابی می‌نماید تا مطمئن شود که قدرت بین آن‌ها در حالت توازن است. هر دو سیستم دو بخشی و سه بخشی می‌تواند از بازداری و توازن بهره‌مند شود.
به عنوان مثال در یک کشور فرضی، فرایند رأی مجلس به یک قانون و سپس تصویب آن توسط ناظر قانون اساسی و نظارت مردم بر نحوه اجرای آن در سیستم قضایی توسط وکلا و نظارت دادگاه‌های عالی بر آن و نهایتاً تقدیم لوایح اصلاحی جدید به مجلس توسط قوه قضاییه نمونه ای از فرایند بازداری و توازن است.

## وضعیت تفکیک قوا در کشورهای مختلف جهان
قوانین اساسی با درجات بالای جدایی و تفکیک قوا در جهان یافت می‌شوند و در عین حال کشورهایی نیز وجود دارند که بر مبنای در هم پیچیده بودن قوا اداره می‌شوند.
مطابق اصل پنجاه و هفتم قانون اساسی قوای حاکم در جمهوری اسلامی ایران عبارتند از قوه مقننه، قوه مجریه و قوه قضائیه که مستقل از یکدیگر بوده و زیر نظر ولایت مطلقه امر و امامت امت بر طبق اصول دیگر این قانون اعمال می‌گردند. بنابراین تفکیک قوا در ایران از الگوهای تعریف شده دو بخشی و سه بخشی تبعیت نمی‌کند و دارای درجه بالایی از تمرکز قوا می‌باشد.
به‌عنوان مثال سیستم حکومت پادشاهی مشروطه انگلستان دارای درجاتی از در هم پیچیدگی و تفکیک قوا می‌باشد. سیستم حکومتی مثل ایالات متحده و هندوستان دارای تفکیک قوای کامل و زلاند نو و کانادا دارای تفکیک قوای ضعیف تری می‌باشند. البته قانون اساسی کانادا در تئوری مبتنی بر تفکیک کامل قوا می‌باشد. اغلب سیستم‌های مبتنی بر تفکیک قوا امروزه جمهوری می‌باشند.